# Arros-de-Nay
Arros-de-Nay är en kommun i departementet Pyrénées-Atlantiques i regionen Nouvelle-Aquitaine i sydvästra Frankrike. Kommunen ligger i kantonen Nay-Ouest som tillhör arrondissementet Pau. År 2022 hade Arros-de-Nay 816 invånare.

## Befolkningsutveckling
Antalet invånare i kommunen Arros-de-Nay
| Referens: INSEE |